# 애너벨 아타나시오
애너벨 아타나시오(Annabelle Attanasio, 1993년 5월 11일 ~ )는 미국의 배우, 영화 감독이다. 드라마 《더 닉》 "도로시 월콧"으로 유명하다. 텔레비전 프로듀서 폴 아타나시오, 케이티 제이콥스의 딸이다. 그리고 밀워키 브루어스의 구단주 마크 아타나시오의 조카이다. 영화 《미키와 곰》으로 영화 감독 데뷔를 하였다.

## 출연 작품
- 미키와 곰 (2019)
- 프랭키 킵스 토킹 (2017)
- 페인트 잇 블랙 (2016)
- 배리 (2016)